# Csernely
Csernely é um município da Hungria, situado no condado de Borsod-Abaúj-Zemplén. Tem 20,62 km² de área e sua população em 2015 foi estimada em 754 habitantes.